# Шемрок Парк
Шемрок Парк (англ. Shamrock Park) — футбольный стадион, расположенный в североирландском городе Портадаун и являющийся домашней ареной одноимённого футбольного клуба. В прошлом использовался для проведения автомобильных гонок. Классифицируется как стадион исключительно с сидячими местами, однако при этом на нём есть всего две трибуны с сидячими местами вместимостью 2770 человек: на одной стороне находится тренировочное поле, на другой стороне — старая трибуна со стоячими местами, которая ныне не используется.
Назван в честь яхт Томаса Липтона, на которых он участвовал в Кубке Америке — изображение яхты также присутствовало на одной из эмблем «Портадауна».

## История стадиона
Некоторое время на стене стадиона красовался портрет деятеля ольстерских лоялистов Билли Райта, поскольку болельщики клуба были преимущественно протестантами по вероисповеданию. В 2006 году его стёрли во избежание провокаций, а на его месте нарисовали портрет Джорджа Беста.
В конце 2008 года на стадионе была открыта трибуна MET Steel в честь известного спонсора клуба, вместимость трибуны составляет 1840 человек, на всё было затрачено 1,8 млн. фунтов стерлингов. К выходу Chalet со стадиона было передвинуто поле, чтобы болельщики лучше могли рассмотреть игроков и события на поле. В феврале 2009 года были установлены прожекторы мощностью 800 люкс по углам поля. Клуб планирует снести старую трибуну со стоячими местами и установить новую с сидячими местами, но ему не хватает в настоящее время средств.

## Международные встречи
Ирландская футбольная ассоциация постановила, что на стадионе будут играть молодёжные и юношеские сборные Северной Ирландии. Так, 31 марта 2009 года здесь прошёл матч молодёжных сборных Северной Ирландии и Украины. 24 ноября того же года в рамках турнира International Challenge Trophy состоялся матч сборной Северной Ирландии до 23 лет против любительской сборной Уэльса.
В апреле 2014 года на стадионе прошёл матч женской сборной Северной Ирландии против Швеции, завершившийся победой гостей 4:0. Тренер сборной Швеции Марика Домански-Люфорс заявила, что стадион абсолютно непригоден для матчей сборных, поскольку газон показался её игрокам очень скользким, а помещения её словно «отбросили в 1980-е годы».